# The Scaffold
The Scaffold was een Britse komische groep uit Liverpool, die tijdens de jaren 1960 en 1970 enkele muzikale successen hadden.

## Bezetting
- Mike McGear[2] (Liverpool, 7 januari 1944)
- John Gorman (Liverpool, 4 januari 1937)
- Roger McGough[3] (Liverpool, 9 november 1937)

In 1962 leerden Roger McGough en John Gorman elkaar kennen tijdens het door Gorman georganiseerde Merseyside kunstfestival in Liverpool. Als komisch duo en later als trio met Mike McGear (eigenlijk Michael McCartney, de broer van Beatle Paul McCartney) hadden ze optredens met een mengeling van humor, gedichtenvoordrachten en liederen. Aan het eind van 1963 werden ze gecontracteerd voor de lokale tv-show Gazette, waar ze een half jaar lang als The Scaffold voor humor en sketches verantwoordelijk waren. Succesvolle podiumprogramma's volgden.

## Carrière
Al in 1962 maakten de leden van The Scaffold deel uit van een optredende revuegroep die bekendstond als The Liverpool One Fat Lady All Electric Show. (One Fat Lady is de bingoterm voor 8 en de artiesten woonden meestal in het district Liverpool 8.) McGoughs collega-dichter Adrian Henri uit Liverpool was ook een van de oprichters van deze vroege configuratie.
Gorman, McGear en McGough werkten bijna uitsluitend als trio onder de naam The Scaffold uit 1964 en voerden een mix van komische liedjes, komische sketches en de poëzie van McGough uit (zoals blijkt uit hun livealbum uit 1968) en ze brachten tussen 1966 en 1971 een aantal singles en albums uit bij Parlophone en EMI met daarna een aantal meer bij Island Records, Warner Bros. en Bronze.
Hun bekendste opname is Lily the Pink, die in 1968 bovenaan de Britse hitlijsten stond. De groep componeerde en zong ook het themalied van de populaire BBC-tv-komedie The Liver Birds, die werd uitgezonden van 1969 tot 1978.
Hoewel elk van hen een getalenteerde componist en een onderscheidende vocale artiest was, kon alleen McGear zelfs maar losjes worden omschreven als een professionele muzikant en hun meer muzikale inspanningen werden meestal aangevuld met bijdragen van sessiemuzikanten. Elton John, Jack Bruce en Graham Nash behoorden tot de sessiemuzikanten die optraden op de vroege platen van The Scaffold. Tim Rice, die op dat moment assistent was van hun producent Norrie Paramor, droeg ook achtergrondzang bij aan een deel van hun materiaal. Bovendien, hoewel niet officieel vermeld als een permanent lid van de groep tijdens zijn hoogtijdagen, was gitarist Andy Roberts een frequente muzikale medewerker vanaf 1962. Hij trad op als muzikaal leider en arrangeur in liveoptredens gedurende hun hele carrière en speelde mee op een groot aantal van hun producties.
The Scaffold behaalde drie Top 10-successen in het Verenigd Koninkrijk met:
- Thank U Very Much (#4, 1967), gecomponeerd door McGear. (McGear aarzelde om de verwijzing in het nummer naar Aintree Iron uit te leggen).
- Lily the Pink (#1, 1968), gebaseerd op een traditioneel lied over Lydia Pinkham. Er werden meer dan een miljoen exemplaren van verkocht en het werd bekroond met een gouden schijf.
- Liverpool Lou (#7, 1974) (geschreven door Dominic Behan[6]), opgenomen tijdens de McGear-sessies van 1974 met Wings.

Naast de hitsingles had The Scaffold vier albums: The Scaffold bij Parlophone in 1968, L. the P. bij Parlophone in 1969, Fresh Liver bij Island Records in 1973 en Sold Out bij Warner Brothers in 1975. Hun vroege albums bevatten in de regel een hogere verhouding van live materiaal en waren minder muzikaal gedreven dan hun singles, vaak gericht op de poëzie van McGough en Gorman en McGears uitgebreide komische vignetten. Hun debuutalbum was een volledig live-affaire, en hun tweede album bevatte een kant met livenummers gecombineerd met een kant met studio-opnamen. De drie leden namen ook veel op en toerden uitgebreid buiten de grenzen van het oorspronkelijke trio: in 1968, zelfs vóór het uitbrengen van The Scaffold's eigen debuutalbum, namen McGough en McGear een album op zonder Gorman (de prozaïsche titel McGough and McGear) met rock-gedreven muzikale steun van onder andere Jimi Hendrix en Mitch Mitchell. In 1971 bundelde het trio de krachten met voormalige leden van The Bonzo Dog Band en The Liverpool Scene om de losse coalitie van artiesten te vormen die bekend staat als Grimms (een band die regelmatig door het land zou toeren en in het begin van de jaren 1970 drie eigen albums zou uitbrengen). McGear vond ook tijd om twee soloalbums op te nemen in 1972 en 1974.
Het eerste Greatest Hits-album Singles A's & B's van The Scaffold werd in 1982 uitgebracht bij See for Miles Records. Dit werd gevolgd door de tweede Greatest Hits-collectie The Scaffold: The Songs in 1992, de eerste op Compact Disc. Sindsdien zijn er drie extra compilaties van Parlophone-nummers van de band uitgebracht (waarvan er twee ook het nummer Liverpool Lou van Warner Bros. bevatten).

### De jaren 1970
In 1970 speelde The Scaffold in hun eigen populaire wekelijkse BBC-kindertelevisieserie Score with the Scaffold. De openings- en sluitingsmelodie was meestal een verkorte variatie op hun eerdere single 2 Days Monday. Op dat moment had de groep ook genoeg nummers opgenomen voor een nieuw studioalbum, maar afgezien van een paar nummers, bleef veel van dit materiaal onuitgebracht totdat het werd opgenomen op de compilatie The Scaffold at Abbey Road 1966-1971 uit 1998.
In het begin van 1971 zorgde The Scaffold voor een aantal pakkende deuntjes voor opname in een televisiereclamecampagne, die de introductie van decimale valuta in het Verenigd Koninkrijk aankondigde. In deze reeks informatieve programma's van vijf minuten, getiteld Decimal Five en vertoond op BBC One, bevatten hun nummers relevante teksten als Give more, get change en Use your old coppers in sixpenny lots. In hetzelfde jaar, om hun muzikale pallet verder te verbreden, fuseerde het trio en voormalig medewerker Andy Roberts in de uitgebreide bezetting van Grimms met artiesten als Neil Innes, Vivian Stanshall en Zoot Money, naast McGough's collega-dichters Adrian Henri en Brian Patten uit Liverpool. Innes en Stanshall zijn ook te horen bij de definitieve publicatie Do The Albert van The Scaffold voor Parlophone, waarin ook Keith Moon en Les Harvey te horen waren. In dezelfde periode nam The Scaffold ook het duistere, humoristische themanummer op van de Britse horrorfilm Burke And Hare, waarvan een versie uiteindelijk werd uitgebracht op The Scaffold at Abbey Road 1966-1971 (beide versies van het nummer bevatten een prominente achtergrondstem van Vivian Stanshall, wat suggereert dat de sessie dezelfde bezetting van muzikanten kan bevatten als Do The Albert).In 1972 maakte de groep de half uur durende muzikale film Plod, gebaseerd op een eerdere productiefase waarin Gorman's langlopende P.C. Plod-personage centraal stond. De film is gemaakt op locatie in Liverpool en bevatte jongens van de Liverpool Institute High School, waar eerder de gebroeders McCartney en beatle George Harrison aanwezig waren. McGear bracht ook zijn eerste soloalbum Woman uit met enkele van de muzikale artiesten van Grimms en Grimms ging als een eenheid door met hun uitgebreide tournees door het Verenigd Koninkrijk.
Begin 1973 was The Scaffold overgegaan naar Island Records en brachten ze Fresh Liver uit, hun eerste volledige album met nieuw materiaal sinds 1969, en waarvan geen singles werden uitgebracht (afgezien van WPC Hodges, dat aan Gorman werd toegeschreven als soloartiest). Het nieuwe album bevatte opnieuw de meeste muzikale artiesten van Grimms en als zodanig, net als het eerdere album McGough And McGear, vertrouwde het minder zwaar dan normaal op puur gesproken woordmateriaal. Het trio concentreerde zich vervolgens op hun werk als onderdeel van Grimms, tot het einde van het jaar, toen McGear die groep verliet nadat oplopende gemoederen op een andere veeleisende Britse tournee leidden tot een woordenwisseling met Brian Patten.
Na het opnemen van zijn volgende soloalbum McGear en het succes in 1974 van de eenmalige Scaffold-single Liverpool Lou, opgenomen met Paul McCartney en Wings (B-kant Ten Years After on Strawberry Jam, ook een muzikale begeleiding gecomponeerd door Paul en Linda McCartney en uitgevoerd door Wings), herenigde McGear The Scaffold om te toeren en hun laatste album Sold Out op te nemen. In navolging van de door Fresh Liver vastgestelde patroon van meer muziek en minder spraak, werd Sold Out begin 1975 uitgebracht bij Warner Bros. Records. Nadat McGough en Gorman tijdelijk hun kamp hadden verlaten om deel te nemen aan de laatste lp Sleepers van Grimms in 1976 en Gorman zijn soloalbum Go Man Gorman uitbracht, verhuisde The Scaffold naar Bronze Records en ging door met toeren en het uitbrengen van singles tot 1977. Daarna ging de groep in der minne uit elkaar. (hoewel er in de loop der jaren af en toe reünies zijn geweest, meestal voor liveoptredens).

### Na The Scaffold
Na het uitbrengen van nog een paar singles trok McGear zich in de jaren 1980 terug uit de muziekbusiness. Nadat hij zich artistiek had bewezen, keerde hij terug naar het gebruik van zijn familienaam en heeft sindsdien een carrière opgebouwd als professionele fotograaf en auteur. Gorman bleef in de publieke belangstelling door zijn regelmatige optredens in kindertelevisieprogramma's als Tiswas gedurende de late jaren 1970 en vroege jaren 1980. Hij bleef optreden en opnemen en koos later de theatrale richting en productie. Ondertussen in 1978 bracht McGough zijn soloalbum Summer With Monika met gesproken woord uit (gebaseerd op zijn beroemde dichtbundel met dezelfde naam). Sindsdien heeft hij aantoonbaar de meest prominente en meest aanhoudende post-Scaffold-carrière in stand gehouden, nog steeds regelmatig als vocale artiest op de Britse radio en televisie en blijft hij een hoog aangeschreven dichter en auteur.
In 2008 vond een reünie plaats om een bewerking op te nemen van de single Three Lions van The Lightning Seeds, getiteld 3 Shirts on a Line voor Liverpool - The Number Ones Album, een verzamelalbum ter herdenking van Liverpool als Culturele Hoofdstad van Europa. McCartney en Gorman vertegenwoordigden The Scaffold in het Number One Concert in de Echo Arena met 10.500 zitplaatsen en kregen een staande ovatie van het voltallige publiek. In 2009 werd de klassieke bezetting herenigd in Ronnie Scotts London Jazz Club voor een BBC-tv-programma en in oktober 2010 kwamen ze opnieuw bijeen voor een galaconcert in Shanghai, om het einde van het Liverpool Pavilion te vieren als onderdeel van de World Expo. Ze deelden het concert met het Royal Liverpool Philharmonic Orchestra, OMD en het Liverpool Chinese Children's Pagoda Orchestra.
In augustus 2013 speelden McCartney en Gorman voor een internationaal publiek in de O2 als onderdeel van het Liverpool Music Festival. In oktober 2013 en 2014 speelden de twee op het Heswall Arts Festival met muzikant en dichter Keith Wilson, een gelegenheidslid van de bezetting sinds 2008. Het trio gaf een concert om geld in te zamelen voor de Nordic Church and Cultural Centre in Liverpool in oktober 2018.
McCartney en Gorman onderhandelden met promotors in Japan over optredens in Tokio in 2015.
Op 9 april 2020 hebben de oorspronkelijke leden van de Scaffold een herbewerkte versie van Thank U Very Much uitgebracht ter ondersteuning van het personeel van de Britse National Health Service tijdens de COVID-19-pandemie. Ze namen de nieuwe vocalen op hun I-Phones op en deze werden vervolgens op de oorspronkelijke 'backing track' gezet, waarvan de master door McCartney op zijn zolder werd gevonden.

## Discografie

### Singles
- 1966: 2 Day's Monday / 3 Blind Jellyfish
- 1966: Goodbat Nightman / A Long Strong Black Pudding
- 1967: Thank U Very Much / Ide B the First
- 1968: Do You Remember / Carry On Krow
- 1968: 1-2-3 / Today
- 1968: Lily the Pink / Buttons of Your Mind
- 1969: Charity Bubbles / Goose
- 1969: Gin Gan Goolie / Liver Birds
- 1974: Liverpool Lou / Ten Years After on Strawberry Jam
- 1975: Mummy Won't Be Home for Christmas / The Wind Is Blowing
- 1976: Wouldn't It Be Funny If You Didn't Have a Nose? / Mr Noselighter
- 1976: Womble Bashers / Womble Basher Wock (McGear en McGough als "The Bashers")
- 1977: How D'You Do? / Paper Underpants

### Albums
- 1968: McGough and McGear: McGough and McGear
- 1968: Live at the Queen Elizabeth Hall
- 1969: L the P
- 1973: Fresh Liver
- 1974: Sold Out
- 1999: At Abbey Road 1966–1971